# Mimosema consociata
Mimosema consociata là một loài bướm đêm trong họ Geometridae.